# Quartinia sovietica
Quartinia sovietica (лат.) — вид цветочных ос (Masarinae) рода Quartinia семейства настоящих ос (Vespidae). Таджикистан. Назван в честь советских гименоптерологов, работавших в период СССР в начале и середине XX века, таких как Георгий (Юрий Александрович) Костылев (1889—1942), Владимир Вениаминович Попов (1902—1960) и Всеволод Владимирович Гуссаковский (1904—1948) и других (последние двое среди коллекторов типовых экземпляров нового вида в 1941 и 1948 годах) в знак признания их большого вклада в изучение фауны Центральной Азии.

## Описание
Мелкие осы желтовато-коричневого цвета. Длина тела (от головы до вершинного края II тергита) 2,5 мм (общая длина тела около 3 мм); длина переднего крыла 2 мм. Вид сходен с Quartinia shestakovi, но отличается от него значительно меньшими размерами (около 3 мм против 4—5 мм у Q. shestakovi) и более крупными сетчато-микроскульптурными промежутками между макроточками на лбу, в несколько раз превышающими диаметр точки (по сравнению с меньшими промежутками, равными диаметру точки или не намного большими у Q. shestakovi). Окраска самок и самцов Q. sovietica отличается. Базальный цвет самок красновато-коричневый; усики коричневато-жёлтые до жёлтого; передняя полоса на переднеспинке, тегуле, С-образное пятно на задней половине щитка, тонкая вершинная полоса на щитке, боковые пятна на проподеуме (часто редуцированные), вершинная полоса на тергите I и иногда также на тергите II жёлтые; ноги от вершин бёдер также более или менее жёлтые; крылья прозрачные; жилки и птеростигма коричневые. Окраска самцов заметно отличается от окраски самки. Основной цвет бледно-коричневый, за исключением верхней части лба, темени и щитка, скорее, красновато-коричневого до чёрного. Следующие части самцов бледно-жёлтые: жвалы, верхняя губа, наличник, усики, за исключением коричневато-жёлтой дистальной половины булавы, пятно на верхней части щёки, переднеспинка, тегула, большое серповидное пятно на щитке, тонкая апикальная полоса на щитке, дорсальный мезэпистернум, боковые пятна на проподеуме, апикальные полосы на I—VII тергитах. Ноги самцов от вершин бёдер также более или менее бледно-жёлтые; крылья прозрачные; жилки и птеростигма бледно-коричневые.

## Трофические связи
По данным Попова (1948), этот вид отмечен на цветках солянки «Salsola sp.» в Таджикистане, но, вероятно, он имел в виду Halocharis hispida из семейства Маревые (Chenopodiaceae), упомянутый на этикетках.